# イスラエルの映画
「イスラエルの映画」（Film in Israel, Israeli Cinema）では、イスラエル人によって製作された映画について概観する。イスラエルでは長く民族意識高揚のための道具としての映画がさかんに作られてきたが、近年になって、世界的に高い評価を受ける芸術性の強い作品が登場するようになっている。

## 歴史

### 草創期
イギリス統治下のパレスチナでは、1920年代のユダヤ人入植時代から映画製作が開始されたが、1930年代に入ってとくにパレスチナの地への入植を肯定する記録映画がユダヤ人監督の手でさかんに作られた。『約束の地〈未〉』(1934）や『アヴォダ〈未〉』（1935）などがその代表的なものとされる。
とりわけネイサン・アクセルロッド (Nathan Axelrod) が同地で撮影しつづけた膨大な記録映像は「カーメル・ニュースリール The Carmel Newsreels」として知られている。またアクセルロッドは、イスラエルの地で初めて製作された長篇劇映画『さすらうオデッド〈未〉』のプロデューサーもつとめている。
この時期にはイディッシュ語による映画製作も着手されたが、多くがヘブライ語推進派からの強い批判にさらされてイスラエルでの製作機運がしぼんだため、主にアメリカでイディッシュ・シネマとして作られてゆくことになる。

### 民族意識高揚の時代
1948年にイスラエルが建国を宣言すると、パレスチナの地におけるユダヤ人の経験を描いた作品が国家建設の一環として製作され、とりわけ「開拓者」としての波乱にとんだ経験を題材とする映画が人気をあつめた。イスラエルの国民意識を高揚させるべく戦争映画もつくられ、『ガス燈』(1940）などで知られたイギリスの巨匠ソロルド・ディキンソンは、イスラエルへ赴いて戦争映画を製作している（『第二十四拠点応答せず〈未〉』1954）。

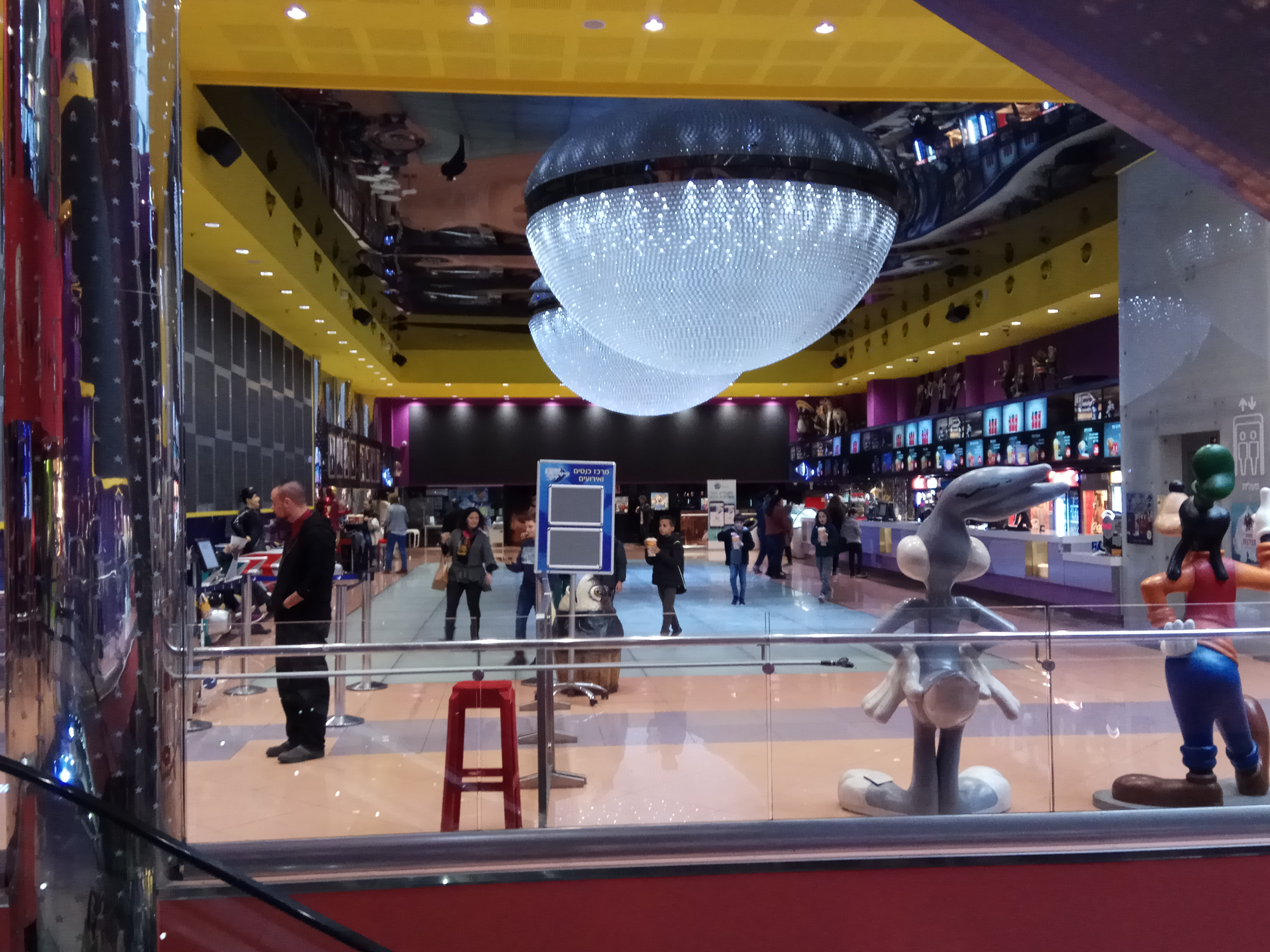
エルサレムの巨大シネマコンプレックス「シネマシティ」内部（2001年）。

1960年代に入ると、イスラエル域内での経済安定とともに映画は一気に多様化する。中でもきわめて大きな影響力を持ったのはメナヘム・ゴーランである。彼はイスラエル空軍のパイロットとして勤務、除隊後にロンドンの舞台学校で演劇を学んだ。ロジャー・コーマンの映画に助監督として関わったのをきっかけに映画へ転身し、親族とともに設立した映画会社で『サラ〈未〉』(1964) を監督。これがアメリカでゴールデングローブ賞を受賞、アカデミー賞外国部門にもノミネートされたことで、短期間に国際的な知名度を獲得した。
つづいて監督したミュージカル映画『カザブラン』(1974)は当時イスラエルで大ヒットとなり、のちにゴーランはハリウッドへ進出してプロデューサーとして『グローイング・アップ』(1978）のような青春映画をヒットさせている。
ゴーランが登場した1960年代では、ほかにコメディアンから監督に転身したウーリ・ゾハール (Uri Zohar)、エフライム・キション(Ephraim Kishon)などがよく知られている。

### 戦争映画から〈カイツ〉へ
1967年の第三次中東戦争（六日間戦争）は、民族色の濃い戦争映画の第二次ブームをよびおこし、ウーリ・ゾハール『すべてのろくでなしの王〈未〉』(1968）や、ジルベルト・トファーノ『包囲〈未〉』(1969）などが大きなヒット作となっている。また、この時期にイスラエルにはモロッコやイラク、リビアなどからセファルド系ユダヤ人（セファルディム）が大量に流入し、かれらをターゲットとして異なるユダヤ人コミュニティ間の対立緩和をめざす「ブレカ (boureka)」と呼ばれる独自のジャンルが形成された。ゴーラン『ルポ〈未〉』(1970）やアルフレート・シュタインハルト『サロモニコ〈未〉』(1972）などがその代表例で、多くはメロドラマとスラップスティック・コメディの要素を組み合わせた娯楽作のなかに民族的ステレオタイプを織り込んでいる。
1970年代に入って、若い世代によって「カイツ運動 (Kayitz movement)」と呼ばれる一種のヌーヴェルヴァーグ的な潮流がはじまり、モーシェ・ミズラヒ監督『旅人〈未〉』(1970)やダン・ウォルマン『私のマイケル〈未〉』など新しい感覚の作品が一斉に現れた。

### 再編の時代
1973年の第四次中東戦争（ヨム・キプール戦争）を過ぎると、イスラエル映画は自らの歴史を内省する自己批判の時期に入ったと言われ、娯楽的なだけの戦争映画を批判的に再構築してみせたイェフダ・ネーマン『落下傘部隊〈未〉』などが作られた。『モーメンツ〈未〉』(1979)のミハル・バット＝アダムなど初のイスラエル人女性監督が登場したのもこの時期である。

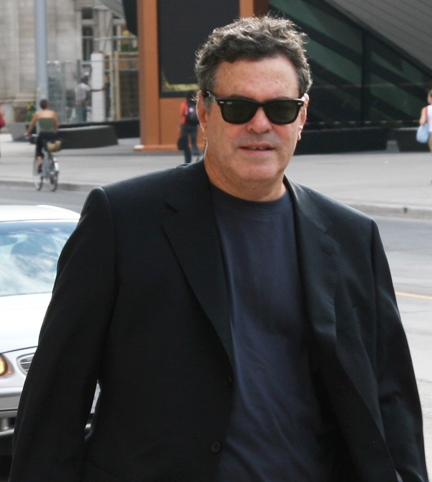
カナダの国際映画祭に参加したさいのアモス・ギタイ監督（2008年）。ギタイは現代イスラエル映画の作り手として最も知られた一人。

加えて、建国以来イスラエル映画にとってはつねに見下す対象として描かれてきたステレオタイプ的なアラブ人像も再考の対象となり、1980年代以降の映画では、ウリ・バルバシュ監督『壁をこえて〈未〉』(1985)、エラン・リクリス『カップ・ファイナル〈未〉』(1991)など、アラブ人とユダヤ人の関係をさまざまな手法でとらえ直そうとしている。ドキュメンタリー作家デイヴィッド・パーロフが約10年にわたって身辺の映像記録を撮影しつづけた『日記〈未〉』も、これら自己批判の流れに位置づけられている。

### 現在
現在もイスラエルは、イランやエジプトと並んで中東で映画製作がさかんな地域の一つである。とりわけ国際的に高い評価を受けているのは、長い俳優生活ののちに監督に転じたアッシ・ダヤの『アグファの世界〈未〉』(1992）や『ミスター・バウム〈未〉』(1997)、また政教一致や侵略戦争をするどく批判するアモス・ギタイ監督の『カドッシュ』(1999）、『キプールの記憶』(2000）などである。
またアリ・フォルマンはドキュメンタリーとアニメーションを融合させた『戦場でワルツを』(2008）がゴールデン・グローブ賞などさまざまな映画賞を受賞、批評家からもドキュメンタリー分野の古典的作品として高い評価を受けた。貧しい農村のベドウィン女性の体験を描いたエリー・セクスター『砂嵐〈未〉』(2016）は、イスラエル初のアラビア語長篇として画期的な作品と目されている。
このほかメイサルーン・ハムード (Maysaloun Hamoud) やアハロン・ケシャレス (Aharon Keshales) など、世界的水準のアートシネマ作家として評価を受ける監督が継続的にあらわれる一方で、イスラエルでは、いまも映画は政治的闘争とナショナリズムのせめぎあう場としてたびたび社会的な論争の焦点となっている。パレスチナ問題の描き方が宥和的だとして国内の右派政治家から強い攻撃の的となったサミュエル・マオズ『運命は踊る』(2017）は、その例である。

### 作品・監督名対照一覧
| 製作年 | 邦題                                    | 監督名                | 原題                                          |
| ------ | --------------------------------------- | --------------------- | --------------------------------------------- |
| 1934   | 約束の地〈未〉                          | Judah Leman           | Land of Promise (L'Chayim Hadashim)           |
| 1935   | アヴォダ〈未〉                          | Helmar Lerski         | Avodah                                        |
| 1932   | さすらうオデッド〈未〉                  | Chaim Halachmi        | Oded Hanoded/Oded the Wanderer                |
| 1954   | 第二十四拠点応答せず〈未〉              | Thorold Dickinson     | Hill 24 Doesn’t Answer (Giv’a 24 Eina Ona)    |
| 1964   | サラ〈未〉                              | Menahem Golan         | Sallah                                        |
| 1974   | カザブラン                              | Menahem Golan         | Kazablan                                      |
| 1968   | すべてのろくでなしの王〈未〉            | Uri Zohar             | Every Bastard A King (Kol Mamzer Melech)      |
| 1969   | 包囲〈未〉                              | Gilberto Tofano       | Siege (Matzor)                                |
| 1970   | ルポ〈未〉                              | Menahem Golan         | Lupo                                          |
| 1972   | サロモニコ〈未〉                        | Alfred Steinhardt     | Salomonico                                    |
| 1970   | 旅人〈未〉                              | Moshé Mizrahi         | The Traveller                                 |
| 1975   | 私のマイケル〈未〉                      | Dan Wolman            | My Michael                                    |
| 1977   | 落下傘部隊〈未〉                        | Yehuda (Judd) Ne’eman | The Paratroopers (Masa Alunkot)               |
| 1978   | グローイング・アップ                    | Boaz Davidson         | Growing Up (Eskimo Limon)                     |
| 1979   | モーメンツ〈未〉                        | Michal Bat-Adam       | Moments                                       |
| 1985   | 壁をこえて〈未〉                        | Uri Barbash           | Beyond the Walls (Me’Ahorei Hasoragim)        |
| 1991   | カップ・ファイナル〈未〉                | Eran Riklis           | Cup Final (Gmar Gavi’a)                       |
| 1989   | 日記〈未〉                              | David Perlov          | Diary                                         |
| 1992   | アグファの世界〈未〉                    | Assi Daya             | Life According to Agfa (Ha-Chayim Al-Pi Agfa) |
| 1997   | ミスター・バウム〈未〉                  | Assi Daya             | Mr. Baum                                      |
| 1999   | カドッシュ                              | Amos Gitai            | Sacred (Kadosh)                               |
| 2000   | キプールの記憶（キプール 勝者なき戦場） | Amos Gitai            | Kippur                                        |
| 2008   | 戦場でワルツを                          | Ari Folman            | Waltz With Bashir (Vals Im Bashir)            |
| 2016   | 砂嵐〈未〉                              | Elite Zexter          | Sand Storm (Sufat Chol)                       |
| 2017   | 運命は踊る                              | Samuel Maoz           | Foxtrot                                       |

## 関連文献
- Cohen, Nir. Soldiers, Rebels, and Drifters: Gay Representation in Israeli Cinema (2011).
- Kuhn, Annette and Guy Westell, A Dictionary of Film Studies, 2nd ed., Oxford University Press, 2020.
- Safirman, Costel and Kronish, Amy Israeli Film: A Reference Guide (2003).
- Shohat, Ella. Israeli Cinema: East/West and the Politics of Representation (2010).
- Talmon, Miri and Peleg, Yaron. Israeli Cinema: Identities in Motion (2011).
- とちぎあきら・藤原敏史編『アモス・ギタイ：イスラエル/映像/ディアスポラ』フィルムアート社、2003